# 채제공
채제공(蔡濟恭, 1720년 5월 12일(음력 4월 6일) ~ 1799년 2월 22일(음력 1월 18일))은 조선 후기의 문신, 정치인이다. 영조 후반 시대와 정조 시대 남인의 영수로 정조의 최측근 인사 중의 한사람이며, 정약용, 이가환 등의 정치적 후견자였다. 강박과 오광운의 문인이며 사도세자를 가르친 스승이자 세자궁의 측근신하의 한 사람이었다. 본관은 평강, 자는 백규(伯規), 호는 번암(樊巖), 번옹(樊翁), 시호는 문숙(文肅)이다.
영조조와 정조조의 남인 지도자로 사도세자의 측근이자 스승이었으며 세자의 사후에는 세손의 측근이었다. 정조 즉위 후 남인의 영수로 중용되어 요직을 역임하였다. 그는 당색을 초월해 노론 청명파의 김종수,  서명선 등과 연합해 세손 산을 보호했다.
정조 즉위 후 형조판서, 보국숭록대부, 규장각제학, 한성부판윤 등을 거쳐 한때 홍국영과 가깝게 지낸다는 이유로 공격을 받고 물러났다가 1783년 의정부우의정, 1792년 좌의정을 거쳐 1793년(정조 17년)에는 영의정이 되었다. 그는 제도의 개선과 개정에 관심을 가졌고, 1781년 서명응(徐命膺)과 함께 ≪국조보감≫을 편찬하였으며, 가톨릭교에 대하여 온건 정책을 폈다. 1790년에는 영의정직의 공석으로 단독으로 국정을 보좌하기도 했다. 한편 서얼들을 허통하는 것은 국법의 문제는 아니고, 풍속에 맡겨야 한다고 주장했다가 평안감사 재직 중 서얼출신자에게 구타당하기도 했다. 국포 강박, 약포 오광운의 문인이다. 충청남도 홍주목 출신.

## 생애

### 생애 초반

#### 생애 초기
1720년 5월 12일(음력 4월 6일) 지중추부사를 지내고 증 의정부 영의정에 추증된 채응일(蔡膺一)과 생원 이만성(李萬成)의 딸 연안이씨(延安李氏)의 아들로 충청남도 홍주에서 태어났다. 할아버지는 공주진병마첨절제사(公州鎭兵馬僉節制使)와 한성부 좌윤을 지낸 채성윤(蔡成胤)이고, 효종 때 이조판서·대제학을 지낸 호주 채유후(蔡裕後)의 종5대손이며, 채팽윤은 그의 종조부였다.
그 뒤 아버지를 따라 홍주에서 한성부로 이주, 종로방 돈의동에 살았으며 학문은 오광운·국포 강박에게서 학문을 배웠다. 그는 정범조(丁範祖), 이헌경(李獻慶), 안정복(安鼎福), 신광수(申光洙), 정재원(丁載遠), 신후담(愼後聃) 등과 만나 이들과 오래도록 교유하였다.

#### 청년기
그는 국포 강박과 약포 오광운 등에게 학문을 수학하였으나 이황(李滉), 조식(曺植), 정구(鄭逑), 허목(許穆), 이서우(李瑞雨), 이익(李瀷)으로 이어지는 학통을 적통으로 여겨 경기감사로 재직 중에 이익을 찾아가서 사사하기도 했다. 그는 실제 이황-정구-허목-이서우-이익으로 남인 정파와 학파의 정통으로 규정했고, 허적에 대해 부정적이었으며, 백호 윤휴에 대해서도 상당히 비판적이고 부정적으로 보았다. 반면에 그를 스승으로 따르던 다산 정약용은 반대로 허목의 노선이 선명하지 못하고, 윤휴의 노선이 좀더 선명하다고 보기도 했다.
국포 강박의 중매로 채재공은 오광운의 질녀, 오광운의 형 오필운(吳弼運)의 딸과 결혼하였다. 이로 인해 채제공은 청남의 지도자로서 영조 말 정조 초의 정국을 주도하였다.
1735년(영조 11년) 15세로 향시에 급제하였으며, 이후 대가(代加) 혜택으로 정5품 통덕랑(通德郞) 품계를 보유였다.

### 영조대

#### 관료 생활 초반
24세가 되던 1743년(영조 19년)에 문과 정시에 병과(丙科)로 급제하여 승문원 권지 부정자에 임명되었다. 수찬(修撰) · 교리(校理) 등을 지냈다. 1747년(영조 23년) 익릉별검(翼陵別檢)을 거쳐, 1748년(영조 24년)에는 승문원에 들어갔다. 같은해 승문원의 가주서(假注書)로 재직 중 한림회권(翰林會圈)에는 참여할 자격이 주어지지 않아 이에 참가할 수 없었으나, 영조의 탕평을 표방한 특별 명령으로 이권(二圈)을 더하여 소시(召試)에 응하도록 하여 뽑히도록 하는 등 특은(特恩)을 입었으며 이것으로 청요직인 예문관검열이 될 수 있었다. 이후 예문관의 사관으로 있다가 1751년(영조 27년)에는 어느 중인(中人)의 분산(墳山, 분묘를 쓴 산.)을 탈취하였다 하여 양사의 탄핵을 받고 파직, 1년 이상 강원도 삼척에 유배되었다.
1753년(영조 29년) 호서암행어사에 임명되어 충청도를 암행 감찰하고 돌아와 균역법의 시행을 조사하고 실시과정상의 폐단과 변방대비 문제를 진언하였다. 이후 홍문관수찬, 사간원헌납, 홍문관교리, 사헌부집의를 거쳤고 특히 사도세자(思悼世子)의 학문정진에 대한 많은 건의를 하였다. 이후 그는 사도세자의 스승의 한 사람으로 그에게 학문을 가르쳤다. 사도세자가 노론 외에도 노론에 의해 이인좌의 난이나 나주 괘서 사건으로 소론과 남인을 숙청하려 할 때 이를 극력 반대하고, 처벌을 막아 준 것에 탄복한 채제공은 사도세자를 극력으로 보필하였다.

#### 사도세자의 후견인
1755년(영조 31년) 나주 괘서사건이 일어나자 문사랑(問事郎)으로 활약하였고, 그 공로로 승정원 동부승지가 제수되었다. 이때 노론이 그를 공격하였으나 사도세자가 그를 비호해 주었다. 이후 사간원헌납, 사헌부집의를 거쳐 강원도 이천도호부사와 대사간을 역임하고, 《열성지장 列聖誌狀》 편찬에 참여한 공로로 1758년(영조 34년) 특별히 승정원 도승지에 임명되었다. 이해에 사도세자와 영조 사이의 관계가 악화되어 세자폐위의 비망기가 내려지자, 목숨을 걸고 이를 극력 막아 철회시켰다. 이 사건으로 하여 후일 영조는 채제공을 지적하여 "진실로 나의 사심없는 신하이고 너의 충신이다."라고 정조에게 말하였다 한다.
이후 대사헌, 대사간, 경기감사를 역임하였고, 1762년(영조 38년) 모친상으로 관직에서 물러나 있었는데 그가 모친상으로 내려가자 이해 윤5월 사도세자가 폐위되고 바로 사사되었다. 3년상을 마치고 복직하여, 1764년(영조40년)부터 개성부유수, 예문관제학, 한성부좌윤, 대사간, 비변사당상을 거쳐 안악군수로 재임중 다시 부친상을 당해 관직에서 물러나 3년상을 치렀다. 탈상하고 1767년(영조 43년)부터 홍문관제학, 함경도관찰사를 거쳐 1769년(영조 45년) 한성부 판윤에 임명되었다.

#### 세손의 스승

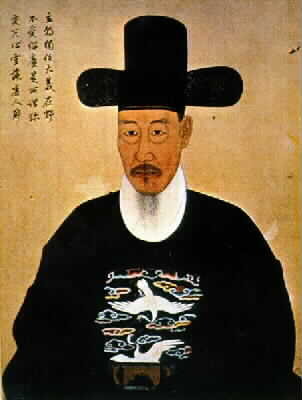
노론 김종수
(당색이 다르고 갈등관계였으나, 세손 보호를 위해 협력하였다.)

1770년(영조 46년) 병조판서에 임명되어 군마의 관리에 노력했고, 같은 해 예조판서를 거쳐 호조판서가 되어 국가재정 확충과 국제교역에 필요한 은과 삼의 확보에 힘을 기울였다. 영조 47년(1771)에는 호조 판서(戶曹判書)로 있으면서 동지사(冬至使)로 청나라에 다녀왔다. 1772년(영조 48년)부터 세손우빈객(世孫右賓客)이 되어 다시 세손인 정조의 교육과 보호를 담당했다. 이에 겸하여 공시당상(貢市堂上), 지경연사, 홍문관제학이 되고 다시 이조판서가 되었다. 한편으로 노론가 출신 궁료인 홍국영, 노론의 원칙주의자이자 세손을 정통으로 보던 세손의 사부 김종수 등과는 견해가 달라서 적대시하면서도 세손 정조의 보호를 위해 긴밀히 협력하였다. 세손(뒤의 정조)과의 관계는 이때 깊어졌다.
1774년(영조 50년) 평안도관찰사가 되었으며, 이듬해 평안도관찰사에 재임하면서 서얼 허통을 비판·반대하며 서류통청(庶類通淸)은 국법의 문제가 아니므로 풍속에 맡겨야 한다는 주장의 상소를 올렸다가 출퇴근길에 서얼 출신자에게 비난과 구타당하는 봉변을 당하기도 했다. 이후 병조판서와 영조의 깊은 신임으로 내의원제조를 지내며 영조의 병간호를 담당하기도 하였다. 정조가 왕세손으로 대리청정한 뒤에는 호조판서와 의정부좌참찬으로 활약했다. 이때 세손의 왕위 계승을 반대하는 홍인한과 정후겸 그리고 세손의 즉위에 소극적이던 홍봉한 등을 세손의 즉위를 방해하는 역적들이라며 공박, 규탄하였다.
그는 당색은 다르지만 노론의 청명당 김종수, 홍국영, 소론의 서명선 등과 연합해 노론벽파계열 및 외척으로부터 세손 보호에 힘을 쏟았다. 나중에 김종수는 그를 비판하면서도 그의 주장도 나라를 위해서는 일견 필요한 이론이라는 입장을 견지한다.

### 정조대

#### 남인의 영수

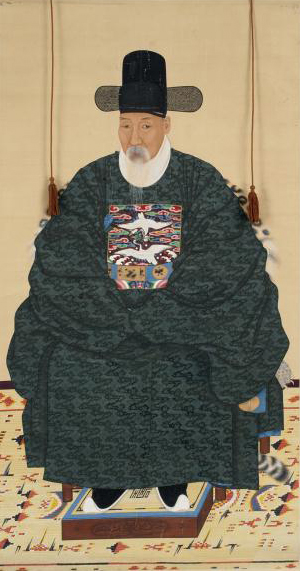
채제공 초상화

1776년(정조 즉위년) 3월에 영조가 죽자 국장도감 제조에 임명되어 행장·시장·어제·어필의 편찬작업에 참여하였고, 국장사무를 주관하다가 곧 형조판서에 제수되었다. 이어 형조판서 겸 판의금부사로 당시의 영의정 김상로(金尙魯), 홍계희 등 사도세자를 공격, 모해했던 세력의 옥사와 사망한 자들의 추주(追誅)를 처결하였고, 그 공로로 보국숭록대부(輔國崇祿大夫)로 가자되었다. 그는 정조의 즉위 직후 사도세자의 복권을 주장했으나 노론 청명파 김종수의 반대로 제지되었다. 김종수는 개인적인 슬픔은 개인적인 슬픔으로 하고, 군주는 만인의 어버이가 되어야 한다며 그의 사도세자 명예회복 주장을 반박했다. 정조 즉위 초 한때 그의 문하에 출입했던 영남 유생 이도현이 사도세자의 복권을 주장했다가 사형당하기도 했다. 이 뒤로 사도세자 복권 계획은 뒤로 미루게 된다.
정조 즉위 직후 홍국영과 함께 도성의 호위를 담당하였다. 이해 가을 홍계희의 8촌 동생 홍계능 등이 호위군관(扈衛軍官)과 공모하여 전흥문 등 갑사와 자객들을 매수하여 대궐로 들여보내 정조를 살해하려는 사건이 일어나자, 채제공은 궁성을 지키는 수궁대장에 임명되었다. 그는 정조 즉위 초반 정조의 특명으로 개인이 거느린 사노비(寺奴婢)의 폐를 교정하는 사노비 절목을 마련함으로써 정1품에 이르렀다. 당대에는 보지 못했지만 이 사노비절목은 점차 사노비의 수요를 감소시켜서 1801년(순조 1)에 이르러 사노비의 수를 대폭 줄어들게 하였다. 정조 원년과 정조 2년에도 한성부 판윤을 지냈다.
이후 규장각제학, 예문관제학, 한성판윤, 강화부유수를 역임하였고, 1778년(정조 2년)에는 청나라에 파견되는 사은사 겸 진주정사(謝恩使兼陳奏正使)로 베이징에 다녀왔는데, 이때 소북 출신의 박제가(朴齊家), 남인계 서얼 이덕무(李德懋), 유득공 등 서류로서 학식이 있던 이들을 동반했다.

#### 노론, 소론과의 갈등
1779년(정조 3년) 정조의 노론측 측근이었다가 외척, 권세가로 변한 홍국영(洪國榮)과의 마찰로 벼슬을 버리고 낙향했다가, 이듬해 홍국영이 실각하자 다시 예조판서에 등용되었으나, 1781년 소론계 서명선(徐命善) 정권이 집권하면서 서명선과 노론 김종수 등으로부터 홍국영과의 친분, 사도세자에 대한 신원의 과격한 주장, 정조 원년에 역적으로 처단된 인물들과의 연관하여 그들과 동일한 흉언을 하였다는 죄목으로 집중공격을 받았다. 그는 홍국영과의 관계는 정조를 지키기 위해 당색을 초월한 관계였으며 친하지 않음을 해명하였지만, 서명선과 소론, 김종수 등의 공격은 계속됐고 결국 벼슬을 버리고 서울근교 명덕산에서 은거생활을 하였다. 1786년(정조 10년) 평안도병마절도사에 임명되었으나 곧 삭직되었다가 이듬해 지중추부사가 되었다.
1788년(정조 12년) 국왕의 명으로 우의정이 되었고 이때 황극을 세울 것, 당론을 없앨 것, 의리를 밝힐 것, 탐관오리를 징벌할 것, 백성의 어려움을 근심할 것, 권력기강을 바로잡을 것 등의 6조를 진언하였다.

#### 삼정승 역임
1790년(정조 14년) 좌의정이 되었는데 영의정과 우의정이 없는 독상체제가 3년간 지속되며 독상(獨相)으로서 행정수반이 되었고, 정사를 좌우했다. 또한 이 시기에 이조전랑의 자대제(自代制) 및 당하관 통청권의 폐지, 신해통공책 등을 실시했다. 1790년 천주교도들에 대한 박해가 시작되자, 남인 계열인 동시에 신서파의 영수로서 공서파와 대립하여 천주교 신봉의 묵인을 주장했으며, 이듬해 육의전 외에 시전의 금난전권을 박탈하는 '신해통공' 을 실시했으나 진산사건(珍山事件)이 터지자 서학 신봉자(신서파)를 옹호한다는 이유로 공서파의 탄핵을 받아 파직되었다가 1792년 좌의정으로 복직했다.
1793년(정조 17년)에는 영의정이 되었다. 전일의 영남만인소에서와 같이 사도세자를 위한 단호한 토역을 주장하여, 이후 범 노론계의 집요한 공격을 받기도 하였다. 이후로 여러 차례 파직과 유배 등의 처벌을 받았으나 정조의 신임으로 바로 복직하였다. 이후 화성부유수로 전출되어 다산 정약용과 함께 수원 화성의 축조를 담당하다가 1798년(정조 22년)에 이르러 사직하였다. 정조는 그의 사직서를 여러번 반려하며 의자와 궤장(几杖)을 하사하며 말렸으나, 덕망높은 인사에게 자리를 넘긴다는 뜻을 강조하였다. 정조는 그를 판중추부사로 임명하고 국가원로의 자격으로 정사를 보필할 것을 부탁했다.

#### 최후
한편 정조가 강화도에 있는 은언군을 빼내려 하자 이를 반대하였다.1798년 9월 은언군의 일을 지목하며 이를 반대하자 정조는 화를 내며 그를 파직시켰다가 얼마 뒤 곧 복직시켰다.
저서로는 《번암집》 59권이 전하는데, 권두에는 정조의 친필어찰 및 교지를 수록하였다. 또한 그는 《경종내수실록》과 《영조실록》, 《일성록》, 《국조보감》 편찬과 증보, 개수작업에도 참여하였으며 만년에는 학문 연구와 학자 양성, 사대부와 유일 등의 묘갈명과 묘지명, 신도비문 등을 써주기도 하였다. 그는 중국 외부에도 새로운 세계가 있지만 짐승과 같은 야만인들이 존재하는 곳이며, 명나라가 망한 후 조선이 그 명맥을 계승한 문화국이라 강조하였다.
또한 역사에서는 허목과 안정복의 견해를 따라 단군이 민족의 시조임을 강조했다. 1799년(정조 23년) 1월 18일 중추원 판중추부사로 재직 중 노환으로 사망하였다. 정조는 바로 문숙(文肅)의 시호를 내렸다. 3월 26일에 남인계 사림장(士林葬)으로 장례가 거행되었고, 묘는 경기도 용인에 안장되었다.

### 사후
묘소는 경기도 용인군 수여면 역북리(현, 경기도 용인시 역북동 산 5번지)에 있다. 순조 때 류태좌(柳台佐) 가 청양(靑陽)에 그의 사당인 영각(影閣)을 세웠고, 1965년 충청남도 부여군 부여읍 관북리에 홍가신(洪可臣), 미수 허목과 체제공을 모시는 도강영당(道江影堂)이 세워졌다.
그는 평생 성리학을 정학으로 보고 천주교에는 부정적인 견해를 가졌다. 그러나 노론은 그를 남인 신서파들의 곧 천주교를 긍정적으로 보는 이들의 수괴로 지목, 누명을 씌워 1801년(순조 1년) 황사영 백서사건이 일어나서 반국가단체로 몰린 천주교에 대한 탄압이 시작되면서 삭탈관직이 되었다. 이후 여러번 그의 억울함을 주장하는 상소가 올라왔다. 1823년(순조 23년) 영남만인소로 관작이 회복되었다. 시호는 문숙(文肅)이다.
후일 그의 묘소는 경기도 기념물 제17호로 지정되었다.

## 저서
- <번암집〉59권.
- <경종수정실록〉·〈영조실록〉·〈국조보감〉의 편찬에 참여.

## 학문과 사상

### 천주교에 대한 온건정책
문장은 소(疏)와 차(箚)에 능하였고, 시풍은 위로는 이민구(李敏求), 채유후, 허목, 윤휴이고, 아래로는 정약용(丁若鏞)으로 이어진다고 한다. 이황·정구·허목·이익으로 이어지는 학통을 적통으로 여겨 양명학·불교·도교·민간신앙 등을 이단이라고 비판하였다. 경기감사로 있을 때는 이익을 찾아가기도 했다. 서학(천주교)에 대해서도 그것이 비문화적·비윤리적·비합리적이라고 보았다. 즉 서학이 무부무군(無父無君)한 논리이고 그 내세관이 불교와 비슷하며, 이적이 비합리적이라고 주장했다. 그러나 서학을 다스리는 데 있어서는 교화와 형위·주륙 중에서 교화를 곧 천주교 신자들을 회유하여 배교하도록 하는 것이 우선시했다. 따라서 그가 재상에 있는 동안에는 천주교도에 대한 박해가 확대되지 않았다.

### 경제
육의전 외 금난전권을 폐지한 신해통공을 주동했다. 이는 조선 상업 발전 사상 큰 계기를 이뤘다. 상업활동이 국가재정에 필요함을 인식하였으나 전통적인 농업 우선 정책을 지켰다. 그는 자신이 사는 시기를 경장이 필요한 시기로 인식했으나 제도의 개혁보다는 운영의 개선을 강조했다. 따라서 중간수탈과 부가세를 없애고 간리들의 폐를 제거함으로써 국가재정의 충실을 기하고자 했다. 재정문제에 도움을 준다는 의미에서 만부후시의 복설을 주장하기도 했다.

### 학문교류
남인청류(南人淸流)의 지도자인 오광운·강박에게서 학문을 배웠고, 채팽윤과 이민구의 후손인 이덕주에게서 시를 배웠다. 문장은 소(疏)와 차(箚)에 능하였고, 시풍은 위로는 이민구·허목, 아래로는 정약용으로 이어진다고 한다. 정범조·이헌경·신광수·정재원·안정복 등과 교유했다. 순조 때에 박해를 받았던 최헌중·이승훈·이가환·정약용 등 남인계열이 그의 정치적 계자가 된다.

### 개혁관
채제공은 자신이 살던 시대를 혼탁하고 부패한 시대이며 경장기라고 주장했다. 당색을 초월해서 율곡 이이의 경장론을 긍정하기도 했다. 이 때문에 일부 남인들은 승려 이이의 사설에 동조한다며 그에게 불만을 품기도 했다.
그는 자신이 사는 시기를 경장이 필요한 시기로 인식했으나 일단 제도의 개혁보다는 운영의 개선과 백성들의 교화를 강조했다. 우선 백성들의 삶의 질을 개선해야 된다고 보았다. 중간수탈과 부가세를 없애고 탐관오리와 간리(奸吏)들을 수시로 단속하여 탐관오리 수령과 간리 아전들의 폐해를 제거함으로써 국가재정의 충실을 기하고자 했다. 그는 중간수탈제거, 부가세 폐단의 제거들을 추진하고 간리(奸吏)의 작폐를 없앰으로써 국가재정 부족을 타개하는 것을 급선무로 보았다. 또한 재정문제에 도움을 준다는 의미에서 화폐 이용을 적극 장려할 것과, 돈에 대한 지나친 비난은 삼가하고 돈이 백성의 삶에 어느 정도 필요하다는 점은 인정할 것과, 만부후시(灣府後市)의 복설(復設)을 주장하기도 했다.
상업활동이 국가재정에 필요함을 인식하였으나 전통적인 농업우선정책을 지켰다.
그는 적서 차별을 당연한 것으로 여겼다. 이 때문에 서얼들과 갈등을 빚기도 했다. 사회의 안정을 위해서는 사족(士族)우위의 신분질서와 적서(嫡庶)의 구별을 엄격한 의리로서 지켜야 한다고 하였다. 그러면서도 일부 서얼들 중 실력있는 자들은 자신의 수행길에 종사케 하기도 하였다.

### 당쟁관
당파에 대해서는 당쟁을 사사로운 이익을 추구하는 이권다툼이라는 성호 이익의 비판을 계승, 당쟁이 나라를 좀먹는 것이며, 오로지 개인과 자기 파벌만의 일신영달과 부귀를 누리기 위하여 수단과 방법을 가리지 않는 권귀들의 사익추구에 기인하는 것이라 보고 붕당의 결과로 나타나는 세경(世卿)의 폐를 지적했다.

### 학문적 측면
그는 이황과 정구, 허목, 이서우, 이익으로 이어지는 학통을 남인계의 정통이라 보았다. 또한, 학문의 적통(嫡統)은 동방의 주자인 이황(李滉)에게 시작하여 정구(鄭逑)와 허목을 거쳐 이익(李瀷)으로 이어진다고 하면서 정통 성리학의 견해를 유지하였다. 따라서 탁남과 허적 등은 지나치게 시류에 영합했으며 혼탁했고 선명성이 떨어진다며 비판하였다. 한편 성호 이익 등이 적극적으로 언급하기를 꺼리던 윤휴에 대해서도 비판적이었다. 그는 허목을 정통으로 간주하였다.
그는 성리학을 정학이라고 보았다. 양명학, 불교, 도교, 민간신앙을 모두 이단이자 사이비로 규정하여 비판했으며, 서학(천주교)에 대해서도 그것이 임금과 부모도 몰라보는 비문화적, 비윤리적, 비합리적, 비인간적인 사상이라며 규탄하였다. 그러나 이들 사상도 수기치인(修己治人)의 측면에서 선용할 수 있다면 포용하여야 한다고 생각하였다. 그는 서학이 무부무군(無父無君)한 논리이고 그 내세관이 불교와 비슷하며, 눈에 보이지도 않는 사후세계를 핑계로 백성들을 현혹하는 사상이라고 하였다. 채제공은 서학은 이적(異跡)이 비합리적인 미신의 일종이라 주장했다. 그는 안정복, 신후담의 이론을 계승하여 남인 공서파의 맥을 잇는 인물이기도 했다.
다만 그는 천주교를 불교의 일종으로 보는 견해를 세웠다. 천주교(西學)에 대해서도 패륜과 신이적 요소를 지닌 불교의 별파로서, 이적(夷狄)인 청나라 문화의 말단적인 영향이라는 것이다.
그러나 서학을 믿는 자에 대하여 역적으로 다스리라는 요구를 당론이라 배척하고, 정조의 뜻을 받들어 척사(斥邪)를 내세우면서도 교화우선원칙을 적용하려 하였다. 서학을 다스리는 데 있어서는 맹목적인 강경책 보다는 교화와 형위(刑威)·주륙(誅戮) 중에서 교화를 우선시했다. 교화를 통해서 올바른 길, 정학(성리학)으로 되돌아올 기회를 주어야 한다는게 그의 지론이었다. 따라서 그가 재상에 있는 동안에는 천주교도에 대한 박해가 확대되지 않았다.

## 가족관계
- 증조부 : 채시상(蔡時祥)
  - 조부 : 채성윤(蔡成胤, 1659년 ~ 1733년)
    - 백부 : 채응만(蔡膺萬)
    - 숙부 : 채응종(蔡膺鍾)
    - 숙부 : 채응팔(蔡膺八)
    - 부 : 채응일(蔡膺一, 1686년 ~ 1765년)
    - 모 : 연안 이씨, 이만성(李萬成)의 딸
      - 본인 : 채제공
      - 부인 : 동복(同福) 오씨(吳氏) - 오필운(吳弼運)의 딸
      - 부인 : 안동(安東) 권씨(權氏) - 권상원(權尙元)의 딸
        - 계자 : 채홍원(蔡弘遠, 1762년 ~ 1832년), 1792년(정조 16년) 문과 급제[7] - 생부 채제공의 재종제 채민공(蔡敏恭)
        - 며느리1 : 전주(全州) 이씨(李氏) - 이겸환(李謙煥)의 딸
        - 며느리2 : 동래(東萊) 정씨(鄭氏) - 정식(鄭식)의 딸
          - 손자(계자) : 채과영(蔡果永, 1804년 ~ 1852년), 1852년(철종 3년) 문과 급제[8] - 생부 채홍기(蔡弘璣)
          - 손자며느리1 : 경주(慶州) 이씨(李氏) - 이가(李榎)의 딸
          - 손자며느리2 : 한산(韓山) 이씨(李氏) - 이재성(李載聲)의 딸
            - 증손자 : 채동술(蔡東述, 1841년 ~ 1881년), 1861년(철종 12년) 문과 급제,[9] 1881년(고종 18년) 사형[10]
            - 증손자며느리 : 풍산(豊山) 홍씨(洪氏) - 현감 홍승위(洪承褘)의 딸

        - 첫째서자 : 채홍근(蔡弘謹)
        - 첫째서자 며느리 : 나주(羅州) 정씨(丁氏) - 정약용의 아버지인 정재원(丁載遠)의 서녀
        - 둘째서자 : 채홍신(蔡弘愼)

      - 첫째누이 : 남편 심지연(沈祉衍)
      - 둘째누이 : 남편 이태운(李台運)

## 관련 유적
순조 때 류태좌(柳台佐)가 청양(靑陽)에 그의 영각(影閣)을 세웠다. 1965년 충청남도 부여군 부여읍 관북리에 홍가신·허목·채제공을 모시는 도강영당(충청남도 문화재자료 제116호)이 세워졌다.

## 채제공이 등장한 작품
- KBS 《소설 목민심서》(2000) - 전무송
- MBC 《이산》(2007) - 한인수
- CGV 《정조암살미스터리-8일》(2007) - 박웅
- 뮤지컬 《정조대왕》 (2007) - 최낙희
- SBS 《바람의 화원》(2008) -
- KBS 《거상 김만덕》(2010) - 맹호림
- KBS 《성균관 스캔들》(2010) - 김익태
- SBS 《비밀의 문》(2014) - 최원영
- 영화 《사도》(2015) - 최민철

## 같이 보기
- 영조
- 정조
- 정약용
- 김종수
- 홍국영
- 수원화성
- 정조 어제 채제공 뇌문비
- 채제공 관련 고문서 일괄
- 재령 이씨#정조 시대 사헌부 감찰

## 참고 자료
- (42)번암 채제공의 경륜과 충성심 下
- 이종하, 대동상현록 (경인문화사, 1974)
- 이 문서에는 다음커뮤니케이션(현 카카오)에서 GFDL 또는 CC-SA 라이선스로 배포한 글로벌 세계대백과사전의 내용을 기초로 작성된 글이 포함되어 있습니다.